# École des Enfants de l'armée
L'école des Enfants de l’armée, d'abord destinée à l'étude des arts et métiers, devient bientôt une institution nationale, et donne plus tard naissance à l'École d'Arts et Métiers de Châlons-sur-Marne et au Prytanée de Saint-Cyr. 

## Origine

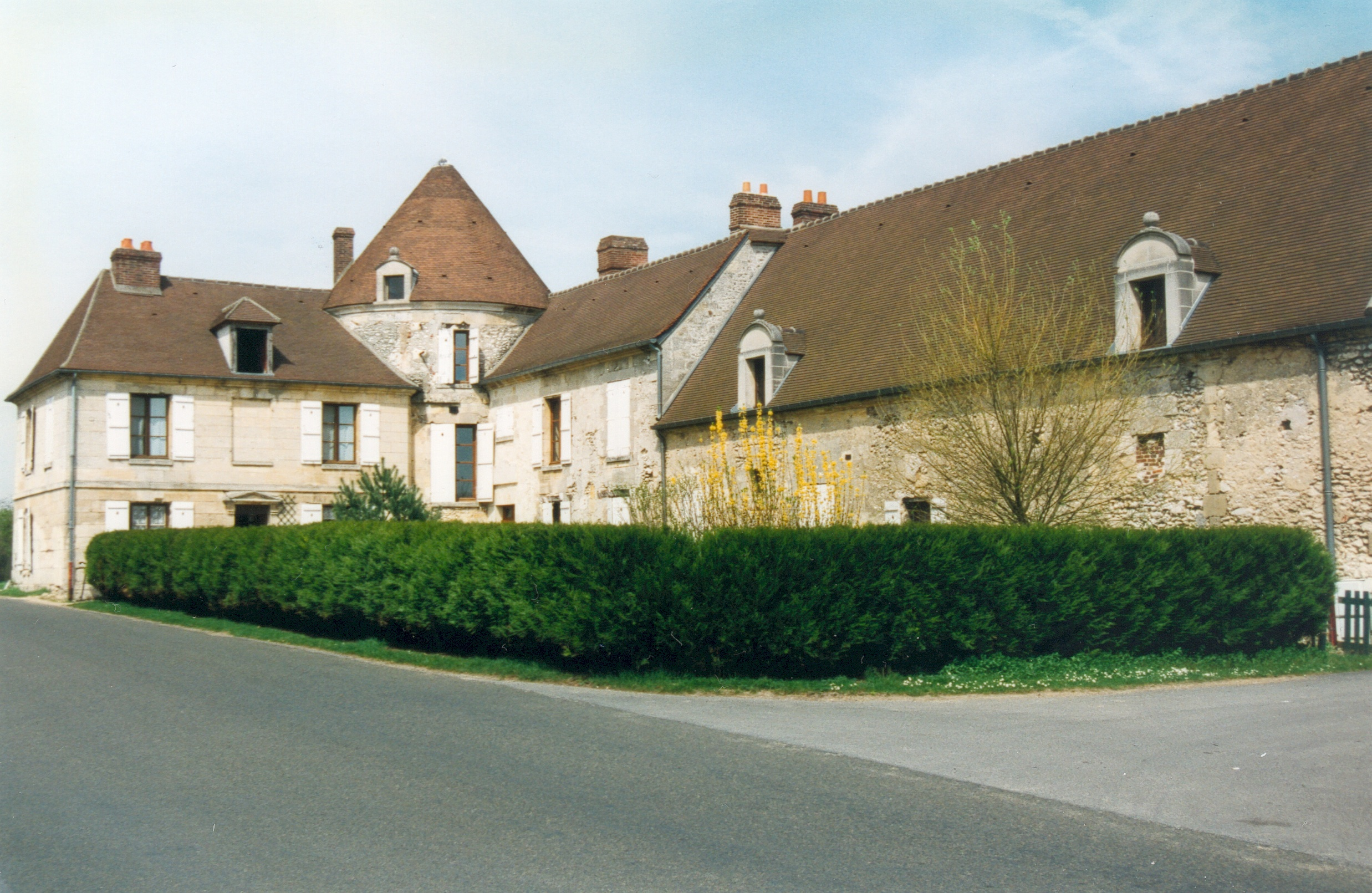
La ferme de la Montagne, premier établissement de l'école de Liancourt, à l'origine de l'école d'Arts et Métiers ParisTech, 1780.

François XII de La Rochefoucauld duc de Liancourt (1747-1827)  a créé à Liancourt dans l’Oise la ferme de la Montagne, une école pour éduquer les pupilles de son régiment de cavalerie, devenu plus tard le 11e dragons, avec le concours de Monge, Berthollet, Chaptal et Laplace.
Cette institution prit bientôt une grande extension et compta en 1788 (année où elle devint l'École des Enfants de la Patrie sous la protection du roi) jusqu'à 130 élèves. L'école est devenue en 1792, après l'exil du duc de La Rochefoucauld-Liancourt, l'école des Enfants de l'armée. En 1795, les élèves des deux écoles des Orphelins de la Patrie de Paris sont déplacés à Liancourt dans l'école des Enfants de l'armée qui est alors installée au château de Liancourt.
Après la transformation en 1803 du collège de Compiègne du Prytanée français en école d'arts et métiers, l'école de Liancourt y est transférée. En 1806 les élèves de l'école de Compiègne sont installés à Châlons-sur-Marne dans l'École impériale d'Arts et Métiers de Châlons-sur-Marne, à l'origine de l'actuelle école d'ingénieurs Arts et Métiers ParisTech et de toute l'histoire de ses élèves, les gadzarts. 

## Histoire

### Les débuts
Le duc va essayer d'intéresser les autorités de Versailles à ce projet d'établissement d'enseignement en intervenant auprès de ses relations et obligés, comme le conseiller d'État Jacques-Antoine-Hippolyte de Guibert, fils du gouverneur des Invalides ou Jean François d'Avrange du Kermont, commissaire des Guerres d'artillerie à la Maison du roi, ou le comte d'Avranges, commandant des gardes de la porte du roi. En vain. En 1783, ne voyant pas son projet avancer, il choisit alors d'installer une filature dans sa ferme. Les élèves doivent se former sur les métiers installés.
Au début de 1786, Jacques de Guibert l'interpelle sur son projet car son père est « surchargé d'enfants de ces invalides dans son hôtel » et il est prêt à l'aider auprès du ministre de la Guerre, le maréchal de Ségur. François de La Rochefoucauld, duc de Liancourt, écrit au ministre en lui renouvelant sa proposition de créer une école en prenant à sa charge les investissements et les aléas du projet. Le 10 juin 1786, le maréchal de Ségur lui écrit que le roi a donné son accord de principe pour établir une école pour cent enfants de soldats invalides à Liancourt, et il précise : « Sa majesté vous accorde avec plaisir comme vous le désirez le titre d'inspecteur de cette école ». Il conclut la lettre en demandant au duc de rédiger un projet d'ordonnance fixant les modalités de fonctionnement sur une base de 100 élèves dès la première année et permettant le financement nécessaire. Le duc envoie son projet qui est reçu le 17 juin par le ministre qui lui signale que le roi doit signer l'ordonnance après son voyage à Cherbourg. Le duc lance les travaux d'aménagement dès le 12 juillet dont le coût s'est élevé à 16 200 livres.
Le 10 août 1786, le duc de La Rochefoucauld-Liancourt, qui est aussi grand maître de la Garde-Robe du Roi, obtient de Louis XVI une ordonnance « pour établir une école d’application militaire en faveur de cent enfants de soldats invalides » à la ferme de la Montagne. Le roi accorde une indemnité de huit sous par jour et par élève, plus deux sous pour l’éclairage et le chauffage, soit 18 250 livres pour 100 élèves pendant une année. Fin septembre 1787, les ateliers sont en état de marche. L’école professionnelle ouvre ses portes quelques mois plus tard. Les 26 premiers élèves arrivent le 10 novembre 1786. Pendant la Révolution, le duc s’exile en 1792, voyage aux États-Unis en 1797 et 1798, et revient en France en 1799. 

### La Révolution française

#### Continuation de l'école de Liancourt après l'exil du duc de La Rochefoucauld-Liancourt
Après l'exil du duc de La Rochefoucauld-Liancourt en septembre 1792, l'école des Enfants de l'armée qu'il avait fondée à Liancourt se retrouve privée de son appui. Le commandant de l'école s'est alors adressé au ministre de la guerre, Jean-Nicolas Pache. Ce dernier a demandé le 1er novembre 1792 à la Convention nationale d'accorder à la maison d'éducation des Enfants de l'armée une somme annuelle de 28 000 livres. Le 25 mai 1793, le citoyen Jean-Baptiste Massieu fait un rapport au Comité d'instruction publique sur l'école mais aucune décision n'est prise. Le 5 septembre 1793, devant l'immobilisme, un représentant porte la question devant la Convention nationale qui décrète que « le Comité d'instruction publique doit lui faire sous trois jours un rapport sur l'école militaire de Liancourt ». Joseph Lakanal est chargé du dossier. Le 9 septembre 1793, un décret décide de la suppression des écoles militaires, cependant ce décret ne concerne pas l'école de Liancourt, mais la paie de 10 sous par jour et par écolier attribuée à l'école des Enfants de l'armée est supprimée. Le commandant de l'école, le capitaine Morieux, se rend à Paris pour réclamer au Comité d'instruction publique, d'abord auprès de Grégoire, le 23 septembre, puis auprès de Léonard Joseph Prunelle de Lière (1741-1828), le 27. Trois mois se sont passés sans que le Comité d'instruction publique ne prenne une décision. Le 13 nivôse an II, le ministre de la guerre demande au Comité d'instruction publique de prendre une décision. Le Comité nomme Jacques-Michel Coupé, député de l'Oise, rapporteur. Il présente son rapport au Comité le 21 nivôse an II. Un projet de décret est présenté par Coupé le 23 nivôse qui prévoit :
Article premier : L’École dite des Enfants de l’armée, à Liancourt, département de l’Oise, est maintenue provisoirement jusqu’à l’organisation effective des secours publics.
Article 2 :  Le  ministre de la guerre enverra au Comité d’instruction publique la liste nominative des cent soixante enfants qui doivent s’y trouver, et de ceux qui se présenteraient en sus pour y être admis, avec le nom de leurs départements.
Article 3 : Il lui remettra aussi une indication des améliorations ou changements actuellement nécessaires s’il s’en trouve, pour le plus grand avantage des enfants à qui la nation doit ce secours.
Article 4 : Le Comité d’instruction en rendra compte à la Convention nationale.
Article 5 : La paie de chaque,élève, suspendue depuis le 9 septembre dernier (vieux style), leur sera soldée, à dater de cette époque, à raison de quinze sols par jour.
Article 6 : Il sera remis au ministre de la guerre une somme de vingt-quatre mille livres pour continuer les aliments provisoires.
Le Comité des finances de la Convention nationale ayant approuvé le projet de décret, après discussion à la Convention, le décret est réduit à deux articles approuvé par la Convention nationale le 25 nivôse an II (14 janvier 1794) décidant  que la maison d'éducation dite des Enfants de l'armée, dite aussi institution de l'école nationale de Liancourt, doit être provisoirement conservée, et de la paie accordée à chaque élève :
Article  premier : L’école dite des Enfants de l’armée, établie à Liancourt, département de l’Oise, est maintenue provisoirement jusqu’à l’organisation effective des secours publics.
Article 2 : La paie de chaque élève sera portée à quinze sous par jour au lieu de dix, et l’arriéré leur sera payé sur ce pied.
Le 23 floréal an III (12 mai 1795) un secours est accordé par la Convention à l'école. Le 30 floréal an III (19 mai 1795) une proposition est faite pour transférer cette école à Versailles. Le 9 prairial an III (28 mai 1795), décision sur la somme à accorder à cette école. Le 20 prairial an III (8 juin 1795) il est décidé de réunir les élèves de l'école des Orphelins de la partie située dans le prieuré Saint-Martin et de Popincourt à l'école de Liancourt. Le 19 messidor an IV (7 juillet 1796), il est décidé des bâtiments, jardins et terrains qui lui sont destinés
Le directeur, le capitaine en retraite Morieux, avait su en faire un chef-d'œuvre d'économie rurale et domestique, une école de frugalité, de travail et de bonnes mœurs.

#### Réunion de l'Institut des Jeunes Français et de l'école des Orphelins militaires avec l'école des Enfants de l'armée à Liancourt
Le chevalier Fleuri de Pawlet (1731-1809), ou Paulet,,, a fondé en 1773 l'école des Orphelins militaires après avoir recueilli chez lui un orphelin, fils d'un dragon mort à l'hôtel des Invalides, qu'il avait trouvé dans un fossé du bois de Vincennes le 10 juin. Il a obtenu l'accord de Louis XVI pour fonder une école afin d'y recevoir et d'y éduquer de jeunes orphelins, fils de soldats ou d'officiers. L'école a d'abord été installée près de la barrière de Sèvres, puis, en 1785, a eu l'idée de construire une école sur la butte de l'Étoile sur un terrain donné par le roi qui était en cours d'expropriation. Il a consacré une partie de la fortune dont il avait hérité à construire une nouvelle école mais les procédures ont duré jusqu'en 1789. L'école s'est alors installée dans l'ancien couvent des Célestins. Pawlet voulant que les élèves apprennent à obéir et à commander, il a chargé les élèves les plus âgés à former les plus jeunes. L'école n'avait pas pour but de former des militaires. Les élèves qui souhaitent se former dans un métier sont placés en apprentissage. Il était aussi possible d'en former certains dans les arts et les lettres ou même les beaux-arts. Le maréchal Macdonald qui a été un temps élève de cette école a rédigé une notice sur cette école située rue Popincourt en 1816. La commune de Paris a voulu récupérer le couvent des Célestins et lui a donné la caserne Popincourt construite en 1780 pour recevoir trois compagnies du Gardes françaises. Considéré comme suspect, le chevalier Pawlet a émigré après le 10 août 1792 mais son école a été reprise par l'Assemblée législative à la demande des commissaires de la commune (décret du 29 août 1792). La section de Popincourt a décidé de recueillir les orphelins et de les adopter sous le nom d'enfants de la Patrie.
Léonard Bourdon (1754-1807) a publié, en 1788, le « Plan d’un établissement d’éducation nationale » dans lequel il expose ses idées pédagogiques et a reçu, le 5 octobre 1788, l’autorisation du Conseil royal de fonder une école, la « Société royale d'émulation pour l'éducation nationale ». Une école expérimentale devant mettre en œuvre ses principes éducatifs est installée en octobre 1788 rue des Gobelins, à l'« hôtel de la Société ». En mai 1792 cette école, appelée « Société des Jeunes français », est installée dans le prieuré de Saint-Martin-des-Champs dont la congrégation a été supprimée et le prieuré saisi en février 1790. 
À la suite de l'arrestation de Léonard Bourdon, directeur de l'Institut des Jeunes Français après l'Insurrection du 12 germinal an III (1er avril 1795), la Convention demande au Comité d'instruction publique de proposer un remplaçant à Léonard Bourdon dès le 13 germinal et Joseph Lakanal au nom du Comité propose le même jour Pierre Crouzet,, ancien principal et professeur de rhétorique en la ci-devant Université de Paris, est désigné pour remplacer Léonard Bourdon à la direction de l'Institut des Jeunes français, aussi appelé école des Élèves de la patrie, situé dans le prieuré Saint-Martin. Le 28 germinal, il constate que les caisses de l'école sont vides et demande au Comité d'instruction public de lui donner de l'argent. Au mois de floréal, le Comité d'instruction publique étudie la situation de trois maison d'éducation : l'Institut des Jeunes français de Léonard Bourdon, les écoles de Popincourt et de Liancourt. Le 24 floréal, le Comité propose que les élèves les plus jeunes et les moins instruits de l'Institut des Jeunes français soient transférés à Liancourt, mais comme l'école de Liancourt accueille déjà 160 élèves dans une ferme et qu'il n'y a pas assez de place pour les élèves de l'Institution, le Comité attribue le château de Liancourt à l'école. Les élèves les plus âgés de l'Institut devraient être placés dans l'école de la rue Popincourt. Le 28 floréal, René-François Plaichard Choltière propose au Comité un projet de nouveau décret prévoyant d'incorporer les élèves de l'Institut dans l'école de Liancourt. Un des membres du Comité propose la création d'un grand établissement d’instruction publique dans le château de Versailles devant recueillir l'Institut des Jeunes français. Le projet de décret est lu devant la Convention et Charles-François Delacroix demande que le château de Versailles soit converti en établissement d’instruction publique. La Convention demande au Comité d'étudier ce projet, mais ce n'est que le 8 prairial que le Comité d'instruction publique charge Pierre Crouzet de l'étudier. Après le rapport remis par Crouzet, le 14 prairial, le Comité demande un rapport expliquant les difficultés à placer l'Institut au château de Versailles et au contraire de l'installer à Liancourt. Un nouveau projet est lu par Plaichard le 18 prairial devant le Comité mais au lieu de limiter la suppression au seul Institut des Jeunes français et sa réunion avec l'école de Liancourt, il prévoit aussi d'y ajouter la suppression de l'école de Popincourt. Les écoles des Jeunes français et des Orphelins militaires forment les instituts des  « Orphelins de la patrie ». 
Le nouveau projet de décret est présenté à la Convention nationale par Plaichard, rapporteur du Comité d'instruction publique, le 20 prairial an III (8 juin 1795). Plaichard vient lire son travail. Il propose à la Convention le transfert de l'Institut à Liancourt et sa réunion à l’École des Enfants de l’armée. 
Article premier : Le décret portant qu’il sera formé, dans le ci-devant château de Versailles, un grand établissement d’éducation nationale est et demeure rapporté.
Article 2 : Les instituts du ci-devant prieuré Martin et de Popincourt sont supprimés.
Article 3 : Cependant les enfants des soldats morts pour la défense de la patrie, appartenant à des familles indigentes; ceux des ouvriers tués et blessés dans l’explosion de Grenelle (38); ceux des habitants indigents des colonies françaises, qui ont été victimes de la Révolution (39); ceux des soldats sans fortune, en activité de service, qui se trouvent dans ces deux instituts, continueront, aux termes des précédents décrets, d’être nourris, vêtus et instruits aux frais de la République.
Article 4 : Les élèves de ces instituts qui présenteront les titres exigés par le précédent article seront incorporés à l’école de Liancourt ou placés dans les armées, s’ils en sont jugés capables, ou mis en apprentissage, pour une somme qui ne pourra excéder la pension individuelle des élèves de Liancourt, chez des citoyens d’un patriotisme et d’une probité reconnus.
Article 5 : Le ci-devant château de Liancourt sera attribué et disposé sur-le-champ pour recevoir les élèves des trois écoles réunies.
Article 6 : Il sera affecté à cet établissement une quantité de terres non vendues, dans l’enceinte du parc, proportionnée au nombre des élèves.
Article 7 : Il sera accordé provisoirement la solde journalière de trente sous pour chaque élève, payable à l’effectif.
Article 8 : Le Comité d’instruction publique chargera l’un de ses membres de se transporter sur les lieux, et d’assigner à l’école le local et les terres qui pourront lui être accordés, et de se concerter, à cet effet, avec le Comité des domaines nationaux.
Article 9 : Les élèves des écoles Martin et Popincourt seront réunis a l’administration de celle de Liancourt, avec leurs trousseaux en bon état, un lit complet, et une paire de draps par lit.
Article 10 : Pour l’approvisionnement des élèves envoyés à Liancourt, pendant les deux mois seulement qui précéderont la récolte prochaine, il sera accordé une indemnité, à raison des circonstances présentes, laquelle sera réglée par les Comités des finances et d’instruction publique, réunis, et de plus une somme de vingt mille livres pour les réparations urgentes et dispositions à faire dans le ci-devant château de Liancourt.
Article 11 : La Commission d’instruction publique est chargée des mesures à prendre pour l’organisation des trois écoles réunies, l’emménagement, habillement, approvisionnement des élèves qui doivent être transférés dans le nouvel établissement, et de la répartition de ceux qui doivent être placés ailleurs, soit dans les armées, soit en apprentissage.
Article 12 : Il sera nommé un directeur des études, lequel sera comptable avec le conseil de l’administration.
Article 13 : Ce directeur sera proposé à la Convention par le Comité d’instruction publique, et ses appointements seront fixés par les Comités réunis d’instruction publique et des finances.
Article 14 : Le citoyen Morieux, capitaine, et commandant actuel de l’école [de Liancourt], y restera en qualité d’inspecteur, et, à raison de cinquante et un ans de services, il sera promu au grade de chef de bataillon.
Article 15 : Le citoyen Lardinois, lieutenant, sera fait capitaine; le sergent-major, lieutenant, et la compagnie des vétérans sera complétée pour le service de l’école.
Les deux cent dix élèves de Léonard Bourdon n'y coûteraient que 547 livres 10 sols de pension annuelle, soit un total de 114.870 livres, le quart des dépenses de l'Institut des Jeunes Français ; le programme des études comprendrait la lecture, l'écriture, les mathématiques, la musique, l'exercice militaire et l'apprentissage de l'habillement, de la cordonnerie, de la serrurerie, de la menuiserie et de la charpenterie. Enfin, pour loger les six cents élèves que devait contenir l'école réorganisée, on s'empresserait de lui affecter le château de Liancourt.
Le 24 prairial, le Comité propose de nommer Pierre Crouzet directeur de l’école républicaine de Liancourt et demande l'établissement dans l'école d'un professeur de mathématiques et d'un professeur de dessin en leur donnant les mêmes traitements que ceux des écoles centrales du département de l'Oise.
La Convention adopta le projet et chargea de l'organisation les Comités d'instruction publique et des finances ; tout le poids en retomba sur Plaichard : Pendant trois semaines, il s'affaire au projet: il maintient comme inspecteur et promu au grade de chef de bataillon le citoyen Morieux ; mais il faut compléter l'enseignement, devenu fort insuffisant, que le capitaine donnait avec ses vétérans. Le 30 prairial (18 juin 1795), Plaichard, au nom des Comités réunis, propose comme directeur comptable, avec 6.000 livres d'appointements, le citoyen Crouzet ; il demande qu'on ajoute au programme des études le dessin et les mathématiques, avec le concours de deux professeurs à 3.000 livres, et qu'on fixât à sept ans l'âge d'admission des recrues. La Convention a adopté un décret complémentaire :
Article premier : Le citoyen Crouzet est nommé directeur comptable de l’école des Orphelins de la patrie et des Enfants de l’armée, réunis dans le ci-devant château de Liancourt.
Article 2 : Ses appointements sont provisoirement fixés à six mille livres, et seront payés sur les fonds mis à la disposition de la Commission de l’instruction publique, à dater du jour où il a été nommé, par la Convention nationale, directeur provisoire de l’Institut des Jeunes Français.
Article 3 : Il sera attaché à l’école de Liancourt un maître de mathématiques et un maître de dessin.
Article 4 : Leurs appointements sont fixés provisoirement à trois mille livres chacun, qui seront payés sur les fonds mis à la disposition de la Commission de l’instruction publique.
Article 5 : Il ne pourra être admis désormais à l’école de Liancourt aucun élève qui n’ait sept ans accomplis.
Le 29 messidor an III (17 juillet 1795), les 250 enfants, choisis parmi les élèves de l'Institut des Jeunes français du prieuré Saint-Martin et de l'école des Orphelins militaires de Popincourt, sont arrivés à Liancourt sous la conduite de Crouzet. Ils viennent s'ajouter aux 160 de l'école des Enfants de l'armée de Liancourt. Pour cette installation il est aidé par Jean-François-René Mahérault et par René-François Plaichard Choltière. Les conditions de vie sont particulièrement dures au moment de l'installation car les travaux d'aménagement n'ayant pas encore été faits. De plus, les factures n'étant plus payées, les fournisseurs ont arrêté leurs livraisons.
Le 30 fructidor, l'École reconnaissante envoya une délégation conduite par Pierre Crouzet porter les remerciements des pupilles de la patrie à la Convention, aux Comités, et à Plaichard. 
Le 3 vendémiaire (25 septembre 1795), sur la réclamation de Crouzet, Plaichard, au nom des Comités d'instruction publique et des finances, demande à la Convention de nommer à Liancourt un sous-directeur à 5 000 livres, un professeur de grammaire, un professeur de géographie et un officier de santé à 4 000 livres ; de porter à 4 000 livres les honoraires des maîtres de mathématiques et de dessin, de fixer à six cents le nombre des élèves, alors réduit à quatre cents. Le projet de Plaichard est voté : l'école de Liancourt était fondée. Les premières nominations vont être celles du sous-directeur, Mahérault, nommé par le Comité  d’instruction publique le 8 vendémiaire ; le 16 vendémiaire, Mollereau, ancien professeur à l’Université de Paris, est désigné comme professeur de géographie, et Robert Joli, officier de santé à Senlis, devient officier de santé de l’école ; le 18 vendémiaire, Codet, ancien professeur d’humanités dans l'ancienne congrégation de l’Oratoire, et ancien membre de l’Assemblée législative, est nommé professeur de grammaire française.

#### Fin de l'école des Enfants de l'armée transférée au collège du Prytanée français de Compiègne après sa transformation en école des arts et métiers
Pierre Crouzet est élu membre de l'Institut national en l'an VII. Il a alors quitté l'école de Liancourt en l'an VIII pour devenir directeur du collège de Compiègne, un des quatre collèges formant le Prytanée français. Ce collège était réservé aux élèves qui souhaitaient se consacrer aux arts mécaniques ou à la marine. Par un arrêté du 6 ventôse an XI (25 février 1803), les consuls ont décidé de faire du collège de Compiègne une école d'arts et métiers. Les élèves de l'école de Liancourt sont alors envoyés à Compiègne et l'école de Liancourt a cessé d'exister. Pierre Crouzet a été nommé en l'an X directeur du collège de Saint-Cyr, un des collèges du Prytanée français. Pierre Crouzet est proviseur du lycée Charlemagne, ancienne école centrale de la rue Saint-Antoine, en 1809. Il a terminé sa carrière en 1811.
Le duc de La Rochefoucauld-Liancourt a visité l'école de Compiègne en juillet 1806 à la demande du ministre de l'intérieur. Il a ensuite reçu du gouvernement le titre d'inspecteur.

## Sources partielles
: document utilisé comme source pour la rédaction de cet article..
- Paul Delaunay, Vieux médecins mayennais
- « École des Enfants de l'armée », dans Alphonse-Victor Angot et Ferdinand Gaugain, Dictionnaire historique, topographique et biographique de la Mayenne, Laval, A. Goupil, 1900-1910 [détail des éditions] (BNF 34106789, présentation en ligne), t. IV, p. 696.